# Lihou

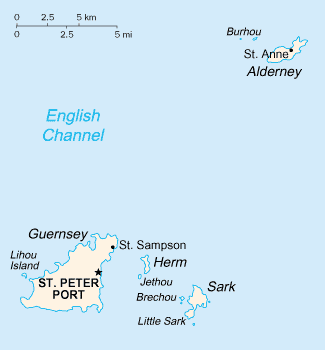
Harta Bailiwick-ului Guernsey. Lihou este la vest de Guernsey.

Lihou este o mică insulă mareică cu o surprafață de 15,6 ha ce face parte din Insulele Canalului. Aparține bailiwick-ului Guernsey și se află în vestul coastei insulei Guernsey, fiind extrema vestică a Insulelor Canalului. Insula a fost cumpărată de parlamentul bailiwick-ului Guernsey în 1995. Este legată de Guersey printr-o cale pietonală accesibilă la marre joasă. Face parte din parohia St Peter Port.
Pe insulă a existat o dependință monastică formată de călugări benedictini în Secolul XII până în 1415 a fost sub controlul Muntelui Saint Michel și apoi al colegiului Eton până când a fost abandonată odată cu Reforma.
La începutul Secolului XX insula era folosită pentru uscarea algelor, iar în 1927 a fost construită o fabrică ce producea Iod din alge uscate. Urmele acesteia au dispărut în timpul celui de al doilea război mondial când insulele au fost ocupate de Germania Nazistă. ïn această perioadă insula era folosită ca țintă de tragere de către armata germană.
Actualmente pe insulă se află un centru de primire al grupurilor școlare și insula este o zonă de conservare a faunei.